# 4065 Meinel
Meinel (asteroide 4065) é um asteroide da cintura principal, a 2,0950984 UA. Possui uma excentricidade de 0,0758535 e um período orbital de 1 246,75 dias (3,41 anos).
Meinel tem uma velocidade orbital média de 19,78157861 km/s e uma inclinação de 5,1707º.
Este asteroide foi descoberto em 24 de Setembro de 1960 por Cornelis van Houten, Tom Gehrels.